# Nassau Avenue
Nassau Avenue – stacja metra nowojorskiego, na linii G. Znajduje się w dzielnicy Brooklyn, w Nowym Jorku i zlokalizowana jest pomiędzy stacjami Greenpoint Avenue i Metropolitan Avenue. Została otwarta 19 sierpnia 1933.